# Euphonia fulvicrissa
Az Euphonia fulvicrissa a madarak osztályának verébalakúak (Passeriformes) rendjébe és a pintyfélék (Fringillidae) családjába tartozó faj.

## Rendszerezése
A fajt Philip Lutley Sclater angol ügyvéd és zoológus írta le 1857-ben.

## Alfaji
- Euphonia fulvicrissa fulvicrissa P. L. Sclater, 1857
- Euphonia fulvicrissa omissa Hartert, 1913
- Euphonia fulvicrissa purpurascens Hartert, 1901[2]

## Előfordulása
Panama, Ecuador és Kolumbia területén honos. Természetes élőhelyei a szubtrópusi vagy trópusi síkvidéki esőerdők. Állandó, nem vonuló faj.

## Megjelenése
Testhossza 9 centiméter.
|  |  |

## Természetvédelmi helyzete
Az elterjedési területe nagyon nagy, egyedszáma még nagy, de csökken. A Természetvédelmi Világszövetség Vörös listáján nem fenyegetett fajként szerepel.